# Kampus Morasko
Kampus Morasko – kampus Uniwersytetu im. Adama Mickiewicza w Poznaniu grupujący głównie wydziały ścisłe i przyrodnicze. Zlokalizowany jest w północnej części miasta. Dzieli się on na dwie części: zachodnią, położoną na Morasku (Huby Moraskie) oraz wschodnią na Umultowie (po dwóch stronach osiedla Różany Potok).

## Obiekty i lokalizacja
Zachodnia część Kampusu Morasko w której znajduje się większość budynków wydziałowych zlokalizowana jest na północ od osiedli Piątkowskich, od których oddzielona jest torami obwodnicy kolejowej Poznania (linia kolejowa Zieliniec – Kiekrz). Dojazd do zabudowań kampusu możliwy jest od strony ulicy Umultowskiej oraz Dzięgielowej (od Naramowickiej).

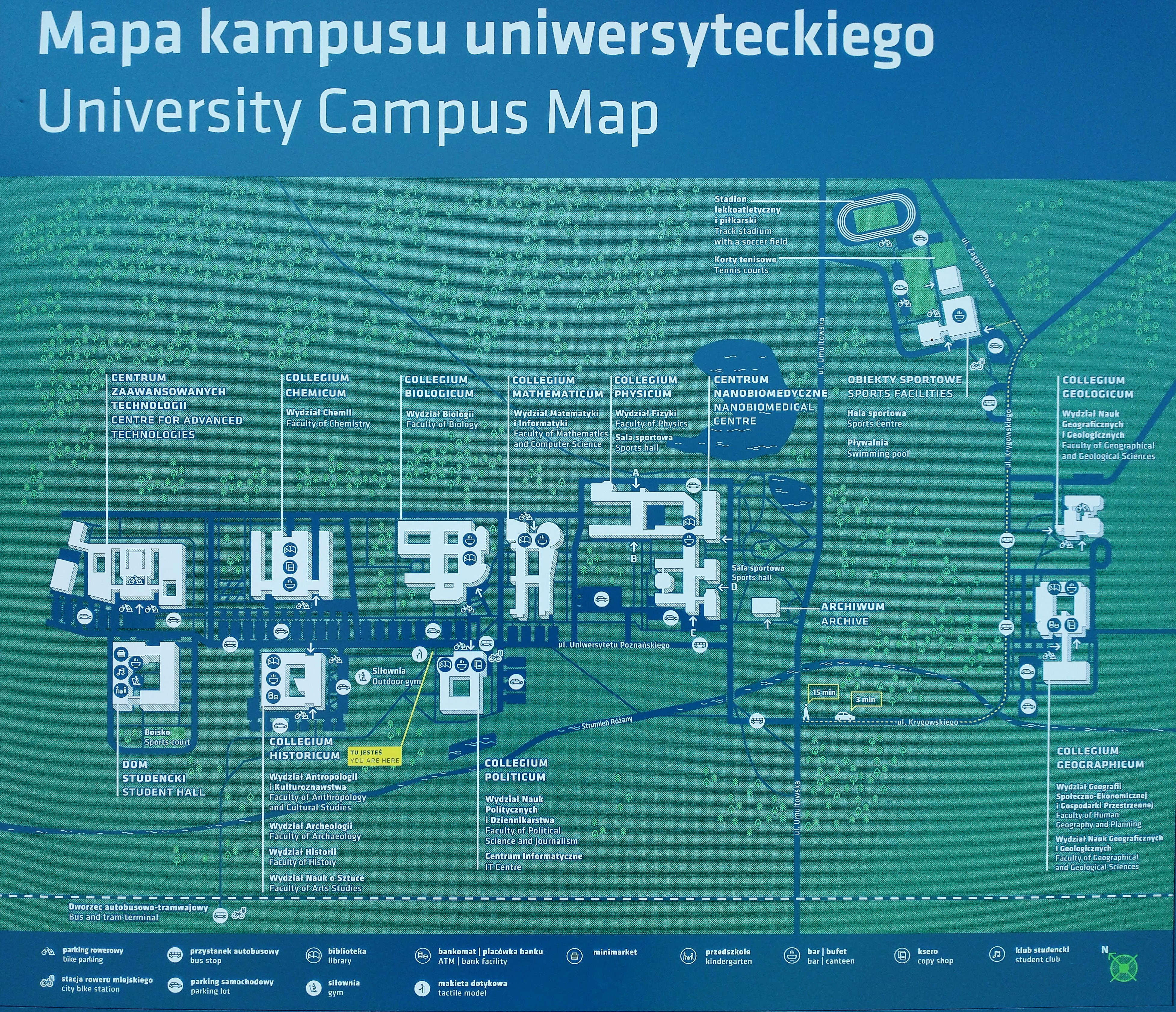
Plan kampusu (2023)

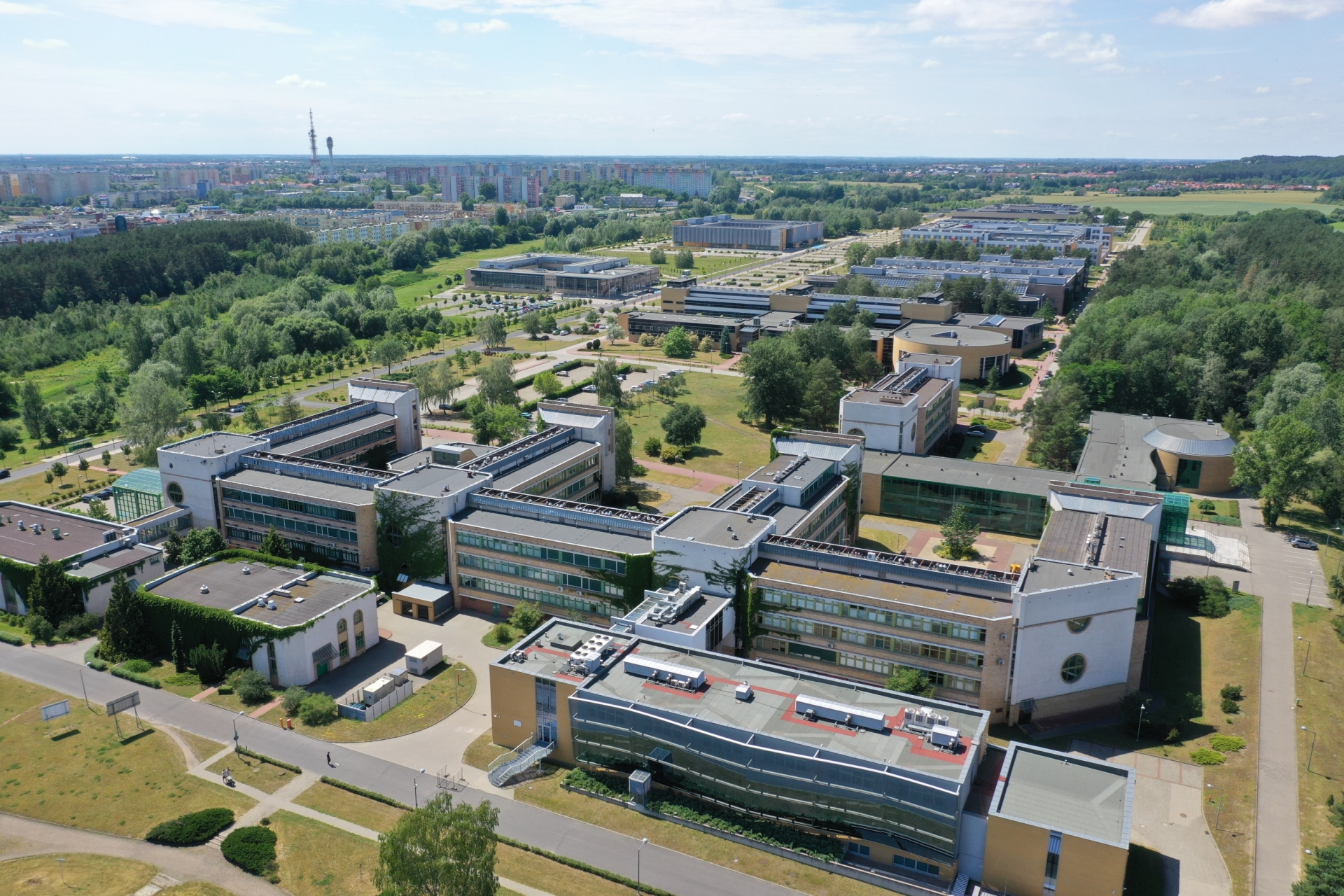
Zachodnia część Kampusu Morasko – lipiec 2019

W tej części kampusu znajdują się budynki:
- Archiwum UAM,
- Wydziału Fizyki (Collegium Phisicum),
- Wydziału Matematyki i Informatyki (Collegium Mathematicum),
- Wydziału Biologii (Collegium Biologicum),
- Wydziału Nauk Politycznych i Dziennikarstwa,
- Międzyuczelnianego Centrum NanoBioMedycznego.
- Wydziału Chemii (Collegium Chemicum) (oddany do użytku w październiku 2012),
- Wielkopolskiego Centrum Zaawansowanych Technologii,
- Wydziału Historycznego (Collegium Historicum) wraz z archiwum.

W planach znajduje się również budowa:
- akademików[1],
- uczelnianego parku historii ziemi[2].

Wschodnia część Kampusu Morasko zlokalizowana jest wzdłuż ulic Krygowskiego i Zagajnikowej.
W tej części kampusu znajdują się budynki:
- Wydziału Nauk Geograficznych i Geologicznych (Collegium Geographicum oraz Collegium Geologicum) wraz z lapidarium,
- pływalnia uniwersytecka,
- hala sportowa wraz z kortami tenisowymi.

W planach jest również rozbudowa bazy sportowej o stadion lekkoatletyczny.
Pomiędzy wschodnią a zachodnią częścią znajduje się kameralne Osiedle Różany Potok zaprojektowane przez Mariana Fikusa, współautora pierwotnej koncepcji Kampusu Morasko. Pomyślane zostało jako osiedle akademickie, jednak nie jest ono oficjalnie częścią kampusu.

## Historia powstania i rozbudowy
Reaktywowany po wojnie Uniwersytet Poznański mieścił się w zaadaptowanych i rozbudowanych obiektach użyteczności publicznej na terenie śródmieścia. Stały rozwój naukowy i dydaktyczny oraz brak wolnych terenów do rozbudowy w centrum skłonił władze do poszukiwania nowych lokalizacji dla poszczególnych wydziałów. Już w latach sześćdziesiątych XX w. zakładano budowę nowych obiektów dla uniwersytetu na Winiarach, których jednak nie zrealizowano.
Na przełomie lat 60. i 70. wraz z planowaniem intensywnej rozbudowy miasta w kierunku północnym wyznaczono miejsce pod przyszłą „Dzielnicę Nauki”. Nowe miasteczko akademickie miało zostać zlokalizowana na północ od projektowanego wówczas wielkiego zespołu osiedli mieszkaniowych Piątkowo-Naramowice. Dzielnica miała koncentrować większość poznańskiego środowiska naukowego. Centralnym elementem założenia miał być kampus dla Uniwersytetu im. Adama Mickiewicza, Akademii Ekonomicznej, Akademii Sztuk Pięknych, Akademii Muzycznej, Akademii Wychowania Fizycznego oraz instytutów PAN. Zakładano, że na 400 ha studiować będzie 34 tys. studentów. Planowano, że dopełnieniem całości będzie siedziba Centralnego Ośrodka Sportu Akademickiego oraz zespoły mieszkaniowe i usługowe. Dzielnica jako część Północnego Pasma Rozwojowego miała być połączona z centrum miasta szybką koleją miejską. Lokalizacja kampusu została potwierdzona zapisami planu ogólnego miasta z 1975 roku.
W 1974 roku rozstrzygnięto konkurs na projekt kampusu dla UAM. Autorami zwycięskiej pracy byli Marian Fikus i Jerzy Gurawski, którym powierzono przygotowanie szczegółowych projektów realizacyjnych. Wkrótce przystąpiono do pierwszych prac inwestycyjnych (wmurowanie kamienia węgielnego: 1 października 1977). Pierwotna koncepcja przewidywała przeniesienie wszystkich wydziałów na kampus, który miał nosić nazwę Socjalistyczny Uniwersytet im. Adama Mickiewicza XXI w.. Przegrzanie gospodarki końca lat 70. spowodowało wstrzymanie prac aż do roku 1984, kiedy to rozpoczęła się budowa Wydziału Fizyki. Został on ukończony w 1994 roku.
Kłopoty z finansowaniem inwestycji publicznych w latach 80. i 90. wymusiły nie tylko zarzucenie gigantomańskich planów budowy dzielnicy naukowej, ale także rezygnację z pierwotnej koncepcji kampusu dla uniwersytetu. Powrót do realizacji przez UAM własnego miasteczka akademickiego na Morasku nastąpił pod koniec lat 90. Rozbudowano wtedy Wydział Fizyki (1999), wybudowano nową siedzibę dla Wydziału Matematyki i Informatyki (2000–2002). Rozpoczęto budowę nowego budynku dla Wydziału Biologii oraz części geograficznej (Collegium Geographicum) dla Wydziału Nauk Geograficznych i Geologicznych. Przełom w rozbudowie kampusu było uchwalenie ustawy z 22 lipca 2004 r. o ustanowieniu programu wieloletniego „Uniwersytet im. Adama Mickiewicza w Poznaniu 2004–2011”, w której to Sejm „w związku z przypadającą w roku 2011 czterechsetną rocznicą utworzenia przez króla Polski Zygmunta III Wazę Uniwersytetu w Poznaniu” wyraził wolę wspomożenia rozwoju bazy dydaktycznej. W ten sposób uniwersytet otrzymał z budżetu państwa 311 mln zł na rozbudowę infrastruktury dydaktycznej na terenie Kampusu Morasko oraz w ośrodkach zamiejscowych w Pile i Kaliszu. Dzięki tym pieniądzom zakończono w 2004 roku budowę Wydziału Biologii oraz wybudowano nową siedzibę dla Instytutu Nauk Politycznych i Dziennikarstwa który został przekształcony w samodzielny wydział (2007). Kolejnymi inwestycjami w ramach programu wieloletniego była realizacja hali sportowej oddanej do użytku w październiku 2010 oraz budowa nowej siedziby dla Wydziału Chemii. 
Za rządów rektora Stefana Jurgi budowie przyświecała koncepcja, aby na Morasku znalazły swoją siedzibę wszystkie wydziały nauk ścisłych i przyrodniczych, przy pozostawieniu wszystkich pozostałych w centrum Poznania. Jednak już za rektoratu jego następcy Stanisława Lorenca możliwość przeniesienia się na Morasko została rozszerzona dla wszystkich jednostek (w jego planach w centrum miały pozostać jedynie gmachy reprezentacyjne oraz ośrodki języków obcych i polonistyki). Przejawem otwarcia się na wydziały humanistyczne i społeczne było zbudowanie na Morasku gmachu dla nowo powstałego Wydziału Nauk Politycznych i Dziennikarstwa oraz wysuwane plany przeniesienia tam Wydziału Historycznego. Aktualna koncepcja rozwoju uniwersytetu realizowana przez rektora Bronisława Marciniaka zakłada, że infrastruktura naukowo-dydaktyczna podzielona zostanie na dwa kampusy: śródmiejski i ten na Morasku. Według tej koncepcji zasadnicza część rozbudowy Kampusu Morasko zakończy się wraz z realizacją Wydziału Historycznego. W centrum miasta natomiast pozostanie większość wydziałów humanistycznych oraz władze uczelni.
Systematyczny wzrost kosztów realizacji zadań zawartych w programie wieloletnim uniemożliwił jego wykonanie w kształcie z 2004 roku. W celu dokończenia programu powstałą konieczności waloryzacji zapisanych w nim kwot. 5 sierpnia 2010 r. Sejm przyjął poselski projekt ustawy o zmianie ustawy o ustanowieniu programu wieloletniego „Uniwersytet im. Adama Mickiewicza w Poznaniu 2004–2011”. Zapisano w niej wydłużenie czasu trwania programu do 2015 oraz zwiększenie środków budżetowych z 311 mln zł do 500 mln zł. Dzięki nowelizacji ustawy możliwe będzie między innymi dokończenie budowy Wydziału Chemii i rozpoczęcie budowy nowej siedziby Wydziału Historycznego oraz akademików. W roku 2014 przedłużono program do roku 2017.
Po wstąpieniu Polski do Unii Europejskiej w rozbudowę Kampusu Morasko zaangażowano również fundusze europejskie. Ze środków pomocowych przeznaczonych na lata 2004–2006 w ramach programu ZPORR uniwersytet zakończył budowę siedziby dla Wydziału Nauk Geograficznych i Geologicznych pozyskując 11,3 mln zł. W ramach Programu Operacyjnego Infrastruktura i Środowisko na lata 2007–2013 finansowana została budowa Międzyuczelnianego Centrum NanoBioMedycznego. Jest to wspólna inicjatywa Politechniki Poznańskiej, Uniwersytetów: Medycznego i Przyrodniczego oraz UAM, mająca na celu profesjonalizację dydaktyki oraz badań naukowych w dziedzinach nanonauk i nanotechnik. W centrum prowadzone będą studia magisterskie II i doktoranckie III stopnia oraz wysokozaawansowana działalność naukowa. Koszt projektu w wysokości 111,4 mln zł zostanie w całości pokryty ze środków europejskich oraz budżetu państwa. W ramach Programu Operacyjnego Innowacyjna Gospodarka kosztem 251,5 mln zł na terenie kampusu wybudowane zostanie Wielkopolskie Centrum Zaawansowanych Technologii w którym będą prowadzone multidyscyplinarne badania naukowe z zakresu biologii, chemii oraz materiałoznawstwa. Centrum niebędące jednostką organizacyjną UAM jest wspólną inicjatywą poznańskiego środowiska naukowego w której celem jest stworzenie unikalnego ośrodka badawczego o zasięgu międzynarodowym. Inwestycje te poprzez umieszczenie na liście projektów indywidualnych obu programów uznane zostały za kluczowe dla rozwoju kraju.

## Architektura
Na terenie kampusu dominuje architektura wywodząca się z późnomodernistycznych poszukiwań nowej estetyki obiektów użyteczności publicznej płynnie przechodząca we współczesny uspokojony postmodernizm. Forma uczelnianych budynków jest ściśle zdeterminowana i dostosowana do funkcji jaką one spełniają. Niskie i rozbite, wieloskrzydłowe bryły budynków wydziałowych z licznymi atriami zapewniają jak najlepsze warunki użytkowe w tym doświetlenia oraz przewietrzania. Elementem charakterystycznym powstającej na kampusie zabudowy jest żółta ceramika na elewacjach budynków wydziałowych.
Pomimo że Kampus Morasko nie posiada głównego projektanta, większość budynków została zaprojektowana przez Jerzego Gurawskiego współautora jego pierwotnej koncepcji. Jest on autorem projektów budynków:
- Wydziału Fizyki,
- Wydziału Nauk Geograficznych i Geologii,
- Archiwum,
- Wydziału Matematyki i Informatyki,
- Pływalni Uniwersyteckiej,
- Hali Sportowej (projekt wybrany w konkursie),
- Międzyuczelnianego Centrum NanoBioMedycznego (projekt wybrany w konkursie).

## Przyroda

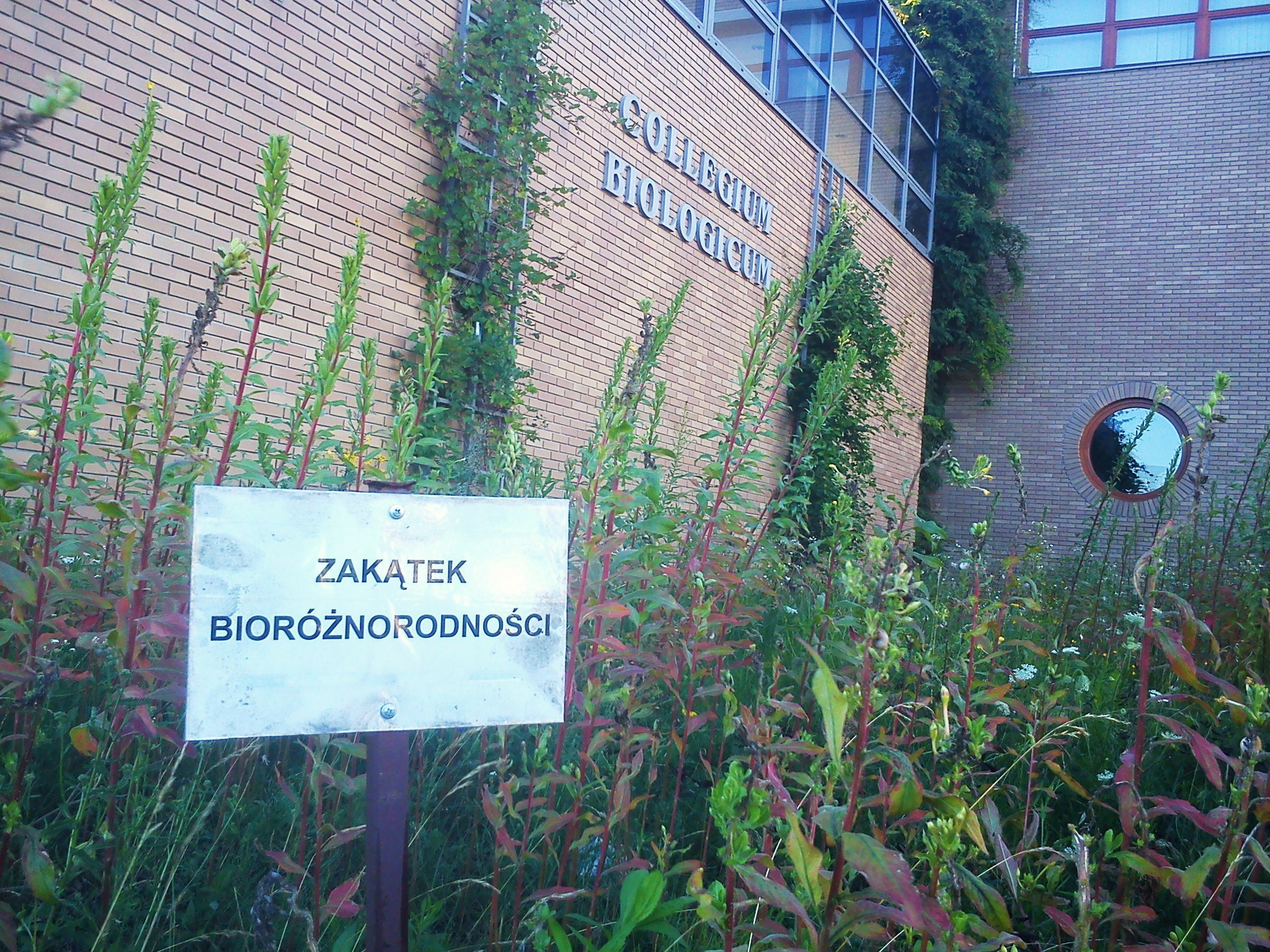
Zakątek bioróżnorodności

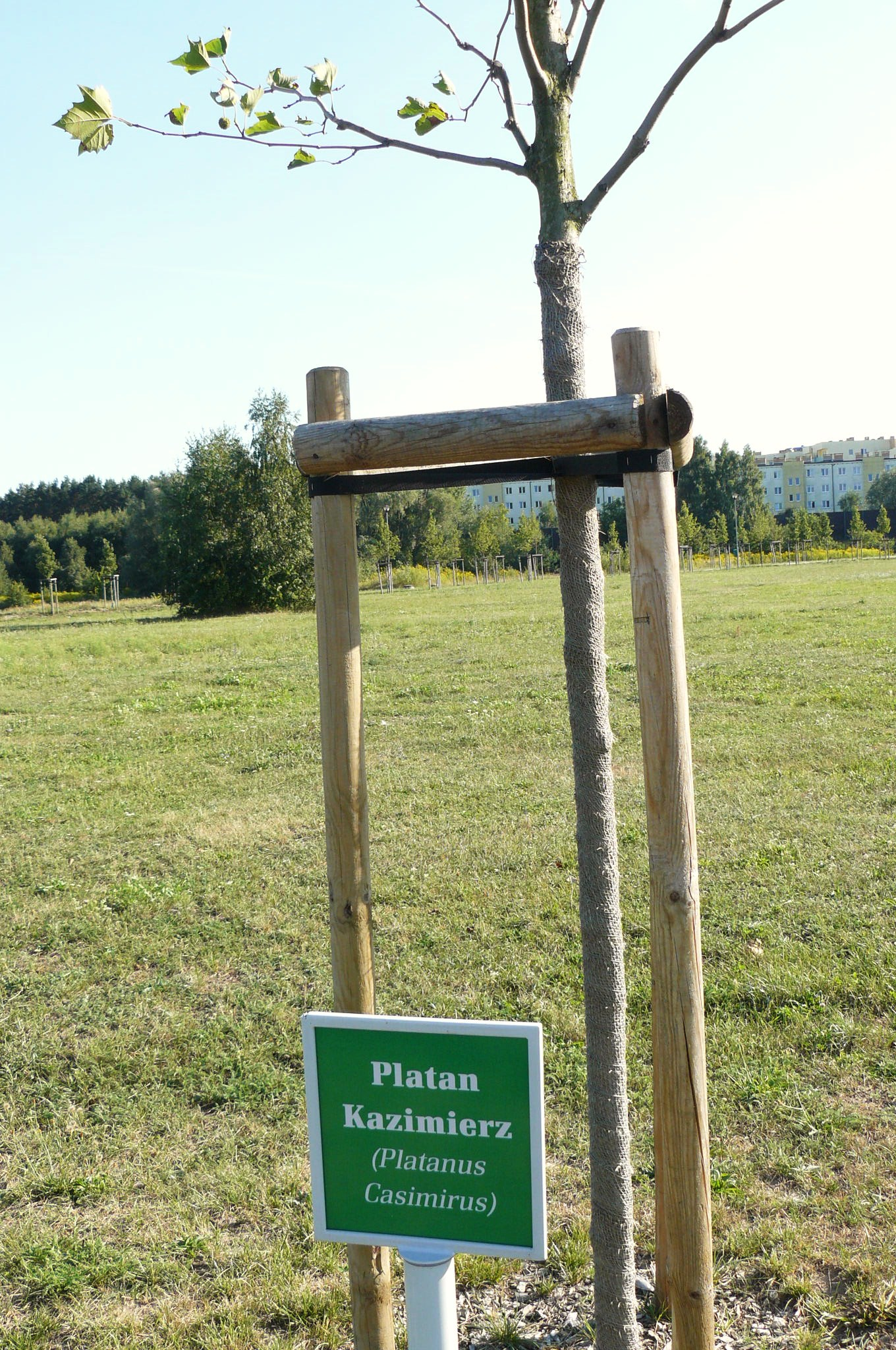
Platan Kazimierz w 2015

Flora kampusu składa się zarówno z gatunków rodzimych (głównie brzoza, sosna zwyczajna, klon zwyczajny, topola biała, wierzba płacząca), jak i obcych. Nasadzenia sztuczne dotyczą całego terenu założenia, jak i szpaleru prowadzącego od pętli PST. Gatunki introdukowane reprezentują: grusza drobnoowocowa, klon ginnala, surmia, miłorząb dwuklapowy i sosna himalajska. Uboga zasadniczo szata roślinna kampusu stworzyła impuls do powstania w 2009 (z inicjatywy prof. Karola Latowskiego) tzw. Zakątka bioróżnorodności przy budynku Collegium Biologicum. Jest to fragment trawnika uwolniony od presji pielęgnacyjnej, stanowiący swoisty eksperyment biologiczny. Badania tego skrawka terenu dowiodły, że nastąpił tu bardzo znaczący, samoczynny rozwój różnorodnych gatunków flory (np. w 2012 na liście gatunków roślin kwiatowych znalazło się 50 pozycji, uzupełnionych przez mchy i porosty, a 70% z nich stanowiły rośliny rodzime). W Zakątku rosną m.in. chaber bławatek, kąkol polny, wyka czteronasienna, mlecz zwyczajny, chwastnica jednostronna, kosmos podwójnie pierzasty, przymiotno białe, nawłoć kanadyjska, konyza kanadyjska, wiesiołek dwuletni, łyszczec nadobny i czarnuszka. Dużym zaskoczeniem było zakwitnięcie lnu wielkokwiatowego (czerwonego) – rośliny nie pojawiającej się spontanicznie na terenie Polski.
Przy gmachu Wydziału Biologii posadzono następujące drzewa pamiątkowe (9 sztuk) ku czci:
- prof. dra hab. Teofila Wojterskiego (1922–1991) – posadzone we wrześniu 2003,
- prof. dra hab. Wacława Skuratowicza (1915–1989) – posadzone 20 marca 2004,
- prof. dra hab. Izabeli Dąmbskiej (1927–1984) – posadzone 26 listopada 2004,
- prof. dr Alicji Szweykowskiej (1926–2002) – posadzone 2 kwietnia 2004,
- prof. dra Jerzego Szweykowskiego (1925–2002) – posadzone 2 kwietnia 2004,
- prof. dra hab. Jana Rafalskiego (1909–1995) – posadzone 23 kwietnia 2004,
- prof. dra hab. Jarosława Urbańskiego (1909–1981) – posadzone 22 maja 2010,
- prof. dra hab. Jacka Augustyniaka (1932–2000), Jana Michejdy (1927–1999) i Ryszarda Schramma (1920–2007) – posadzone 9 listopada 2012,
- posadzone przez dr Wangari Maathai (laureatkę Pokojowej Nagrody Nobla) 9 grudnia 2008[10].

## Dojazd

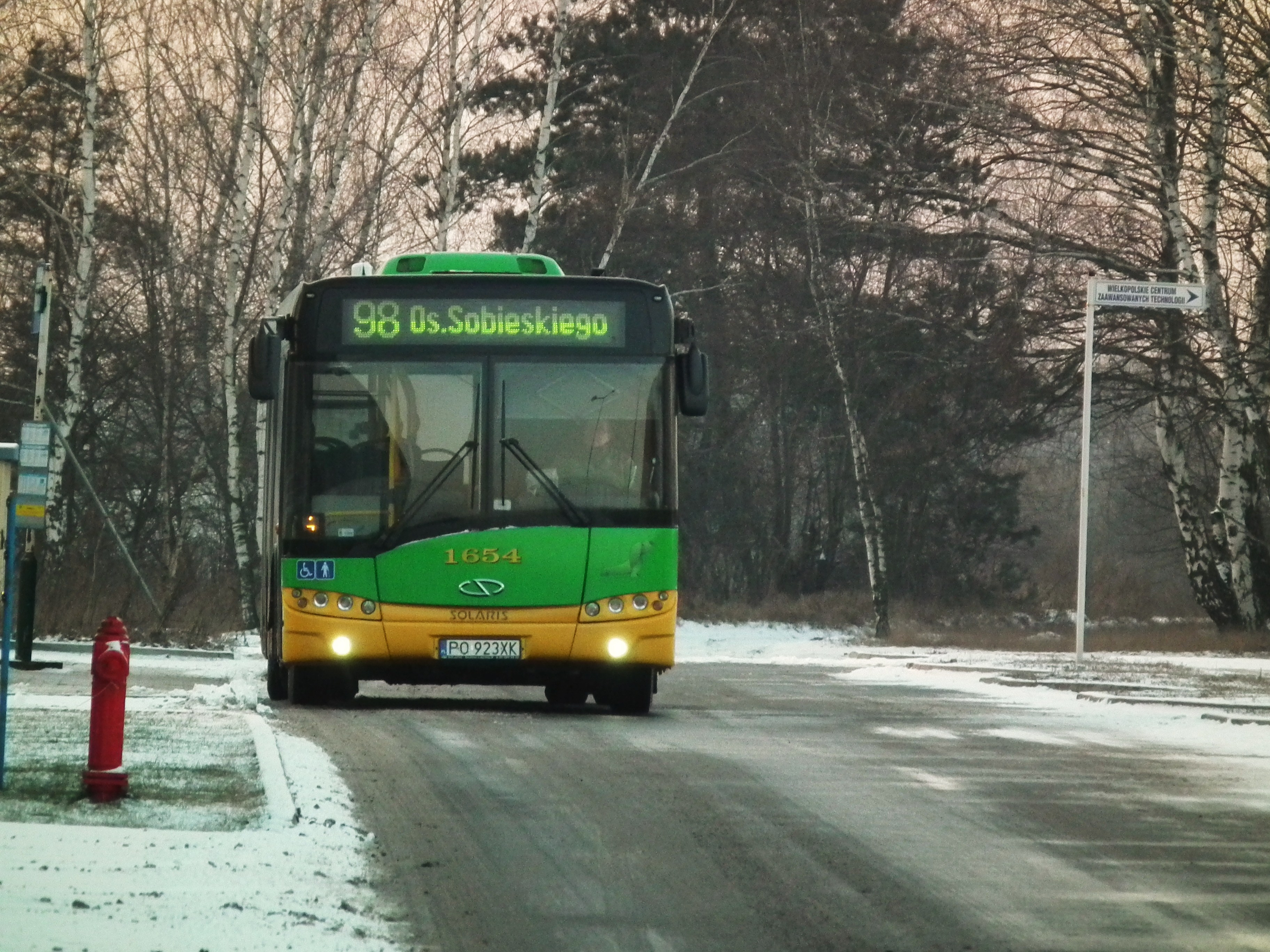
Autobus linii 98 (obecnie 198) na Kampusie Morasko w styczniu 2017 (ul. Uniwersytetu Poznańskiego)

Dojazd komunikacją miejską: do pętli na os. Jana III Sobieskiego (np. przez centrum miasta Poznańskim Szybkim Tramwajem tramwajami numer 12, 14, 15, 16 lub autobusami linii 169, 174, 185, 190, 191, 193, 832, 901, 902, 904, 905, 907) a dalej:
- autobusem linii 188,
- autobusem linii 198,
- autobusem linii 348,
- pieszo przez przejazd kolejowo-drogowy na północnej obwodnicy kolejowej Poznania, a dalej chodnikiem,
- rowerem (możliwość wypożyczenia rowerów na dworcu autobusowym na os. Sobieskiego) wyżej wymienioną trasą.

Możliwy jest również bezpośredni dojazd z Murowanej Gośliny autobusem linii 348.